# Morocco Desert Challenge
 (février 2019).
Si vous disposez d'ouvrages ou d'articles de référence ou si vous connaissez des sites web de qualité traitant du thème abordé ici, merci de compléter l'article en donnant les références utiles à sa vérifiabilité et en les liant à la section « Notes et références ».
Le Morocco Desert Challenge (nommé Libya Rally jusqu'en 2017) est un rallye annuel du désert (également appelé rallye raid) au Maroc. Depuis 2016, la course a toujours démarré de la ville côtière atlantique d’Agadir pour se terminer à Saïdia au bord de la mer Méditerranée, par un mouvement sud-est. 
La compétition commence par une inspection technique et administrative qui se déroule à Agadir, suivie d'un prologue sur la plage Blanche, à environ 200 kilomètres au sud de la ville. En sept étapes (entre 300 et 400 km), les participants s'affrontent le long de la frontière algérienne jusqu'au nord du Maroc.
La course diffère des autres rallyes-raids en ce qu’il n’y a pas de liaisons ni d’étapes de connexion. Le début de chaque étape commence à la fin de l'étape précédente. Les participants dorment dans un bivouac dans le désert construit par l’organisation.

## Histoire
La première édition du Morocco Desert Challenge s'est déroulée en mars 2008 en Libye sous le nom de « Libya Rally ». Une cinquantaine de pilotes participent à cette édition. La deuxième édition en 2009 attire plus d'une centaine de participants de six pays différents. En raison de l'agitation politique, l'organisation s'est déplacé en Tunisie, où le nombre de participants est passé à 160. En raison du Printemps arabe, l'édition tunisienne de 2011 est reportée à 2012. En 2013, le rallye se déplace au Maroc, sous le nom de « Libya Rally goes Morocco ».
L'édition de 2015, partant de Fès et arrivant à Marrakech, atteint les 400 participants. Grâce à l'arrivée de compétiteurs tels que les Hollandais Tim Coronel et Martin van den Brink, la course a de plus en plus d'attraits internationaux. La mort naturelle du motard belge Steve Vandenberghe bouleverse toutefois l'édition.
L'édition 2016 est pour la première fois disputée par une équipe entièrement féminine. Les Néerlandais Onna-Onna se sont occupés de ce scoop dans le sport de rallye international[pas clair]. La compétition commence dans la ville côtière atlantique d’Agadir. Elle se termine après sept étapes sur la cÔte méditerranéenne, ce qui a fait du rallye du désert un vrai « côte à côte ». Ce concept continue d'être utilisé par l'organisation à partir de cette date.
En 2017, l'organisation décide de rester définitivement au Maroc et prend le nom de Morocco Desert Challenge.
L'édition de 2018 attire 700 participants de 24 pays, dont des professionnels internationaux tels que Elisabete Jacinto, Martin van den Brink, Jacky Loomans, Tomas Ourednicek et Aleš Loprais. Le pilote tchèque Ourednicek, vainqueur de l'édition 2017 dans la catégorie 4×4, s'est écrasé lourdement dans le prologue et a du arrêter la course. La légende du rallye belge Jacky Loomans a parlé ouvertement de son cancer incurable lors de la compétition dans un reportage du programme sportif belge Sportweekend (nl).
L'édition 2019 reprendra à Agadir le 12 avril, mais passera d'abord par le Sahara occidental. Le concours se termine le 20 avril à Saïdia.
Depuis des années, le Morocco Desert Challenge est considéré comme le plus grand rallye-raid du continent africain et la plus grande course de camions du monde. Mais en 2019, l'organisation affirme pour la première fois avoir réussi à surpasser le Rallye Dakar, ce qui en fait le plus grand rallye raid au monde[réf. nécessaire].
Les catégories participantes sont : motos, quads, SSVs (en), 4×4 et camions.
Le concours est organisé par le Belge Gert Duson.